# The Borrowers (película de 1997)
The Borrowers (titulada Los Borrowers en España, Mis pequeños inquilinos en México, Los Ocupantes en algunos países de Latinoamérica) es una película de 1997 dirigida por Peter Hewitt y protagonizada por John Goodman, Jim Broadbent, Celia Imrie, Mark Williams, Hugh Laurie y Bradley Pierce. La película está basada libremente en la novela infantil homónima de 1952 de la autora Mary Norton. En 1998, fue nominada a Mejor Película Británica en los premios de la Academia Británica de Artes Cinematográficas y Televisivas (BAFTA), pero perdió ante la película de Gary Oldman, Nil by Mouth.
Algunas de las escenas de la película se rodaron en el pueblo de Theale, cerca de Reading, Berkshire, donde todos los edificios y tiendas de High Street estaban pintados de verde oscuro.Cuando la película se estrenó en el Reino Unido, se estrenó en el puesto número 2, detrás de Alien Resurrection. La semana siguiente, la película recuperó el puesto, aunque bajo El mañana nunca muere.

## Sinopsis
Son precavidos, silenciosos, intrépidos, miden 6,5 cm y nunca han sido vistos. Pocho Clock, Obdulia y sus hijos Anita y Pizquita viven pacíficamente «de prestado» en el subsuelo de una casa habitada por la familia Lender. Un día, la intrépida Anita decide lanzarse a la aventura, y es atrapada por el joven Pete Lender, de 11 años, pero ambos se hacen buenos amigos y este le cuenta a Anita que su tía abuela Mary, a quien pertenecía la casa, ha muerto y, al no aparecer el testamento de ella, tendrán que abandonar el hogar. Juntos se unirán en la alucinante aventura de la búsqueda del testamento para detener los planes del rastrero abogado Ocius Potter, quien desea derribar la casa.
Los pequeños seres tendrán que sobrevivir a los obstáculos que les pone el abogado interesado solo por comer, y que quiere llevarse el testamento. Al enterarse de que hay seres diminutos que desean salvar el testamento, decide matarlos. Sin embargo, los diminutos seres resultan ser un hueso duro de roer.

## Argumento
El joven Pete Lender, de 11 años, coloca trampas por toda su casa y les explica a sus padres, Joe y Victoria, que están robando pequeños artículos del hogar, que creen que simplemente están extraviados. En realidad, la familia Clock de personas diminutas conocidas como "Ocupantes" vive en secreto en la casa, tomando cosas sin ser vistos por los "frijoles humanos". El abogado Ocious P. Potter informa a los Lenders que no puede encontrar el testamento de la difunta tía de Victoria, Mary Alabaster, la única evidencia de la familia de que su casa les pertenece por derecho, y que ya ha hecho planes para demoler su casa y construir condominios, lo que obligó a los Lenders a mudarse.
Pod Clock y sus hijos, Arrietty y Peagreen, se abren paso por la cocina para "tomar prestada" una batería y llevársela a su esposa, Homily. Arrietty se da un capricho con un helado en el congelador y accidentalmente queda atrapada dentro cuando los Lenders regresan. Pod la rescata a través del dispensador de hielo, pero se ve obligado a dejar uno de sus dispositivos. Más tarde, Arrietty se aventura a salir sola y es atrapada por Pete, quien explica que la casa está siendo demolida en ausencia del testamento. Arrietty advierte a su familia y, a pesar de las dudas de sus padres, Pod acepta a regañadientes y Pete pasa los Clocks de contrabando al camión de mudanzas de los Lenders para unirse a ellos en su nuevo hogar. Pete repara y le devuelve el dispositivo a Pod, ganándose su confianza. Cuando el camión se aleja, Arrietty y Peagreen se caen accidentalmente y regresan a la casa.
Potter pronto llega a la casa y revela que les mintió a los prestamistas; Como desconfiaba de los bancos, la señora Alabaster había escondido su testamento (dejando oficialmente sus bienes a la familia) dentro de la casa. Encuentra el testamento en una caja fuerte escondida y se prepara para quemarlo, pero Arrietty y Peagreen huyen con el documento. Al descubrir la casa de los Clocks debajo del piso, Potter convoca al Exterminador Jeff para eliminar a los Ocupantes, y es rociado con espuma cáustica y electrocutado en el proceso. El oficial de policía Oliver Steady responde al disturbio, pero Potter logra disipar sus sospechas mientras Arrietty y Peagreen escapan con el testamento.
Peagreen accidentalmente tropieza y cae en una botella de leche vacía y es recogido y llevado de regreso a la lechería, con Potter, Jeff y el flatulento sabueso de Jeff persiguiéndolos, seguidos por Pete, Pod y Homily. Spud Spiller, un ocupante "externo" que vive en la calle, lleva a Arrietty a la lechería, donde Pod rescata a Peagreen de la línea de montaje. Potter captura a los Ocupantes y los deja ahogarse en queso líquido. Spiller se burla de Potter, quien lo arroja en una máquina, aparentemente matándolo, y se marcha con la voluntad. Pete salva a los Clocks, y Jeff, al darse cuenta del plan de Potter, cambia de opinión y los lleva al Ayuntamiento para evitar que Potter organice la demolición de la casa.
En represalia por la mala educación de Potter, el secretario del ayuntamiento le da instrucciones confusas. Al llegar a la oficina de demoliciones, Potter se enfrenta a Jeff y Pete, pero luego los empuja fuera del camino. Luego ingresa a la oficina, solo para encontrarse engañado y encerrado en una sala de suministros. Los Clocks lo atan con cinta aislante, pero él se libera y los recaptura. Antes de que Potter pueda acabar con la familia, Spiller llega con un ejército de ocupantes que lo someten, y Pod le da una advertencia a Potter en nombre de todos los ocupantes. Desaparecen cuando llegan Pete y Jeff con el oficial Steady. Pete le muestra a Steady el testamento, lo que demuestra el plan de Potter para sacar a los Lenders de su casa, y Potter es arrestado de inmediato.
Los Lenders regresan a su casa, al igual que los Clocks, ahora con comida y ayuda de Pete. Mientras los Clocks disfrutan de la compañía de sus viejos amigos ocupantes, Minty Branch, Swag Moss y Dustbunny Bin, Arrietty y Spiller se escabullen para montar en su patín propulsado por pintura en aerosol.
Durante los pre-créditos, Potter intenta explicar la existencia de los Ocupantes, sólo para que toda la estación (tanto policías como convictos) se ría de él a carcajadas. La película termina cuando a Potter le toman fotografías policiales (que en realidad parece disfrutar).

## Reparto
- John Goodman - Ocious P. Potter, un abogado corrupto que busca destruir la casa de la familia Lender.
- Jim Broadbent - Pod Clock, el patriarca de la familia Clock.
- Mark Williams - Exterminador Jeff, un exterminador que ayuda a Potter.
- Celia Imrie - Homily Clock, la matriarca de la familia Clock.
- Hugh Laurie - Oficial Steady, un oficial de policía que sospecha de los motivos de Potter.
- Ruby Wax - Town Hall Clerk
- Bradley Pierce - Pete Lender, un chico de 11 años que se hace amigo de la familia Clock.
- Flora Newbigin - Arrietty Clock, la hija de Pod y Homily.
- Tom Felton - Peagreen Clock, el hijo de Pod y Homily.
- Raymond Pickard - Spiller, un "externo" Ocupante.

Además, Aden Gillett y Doon Mackichan interpretan a Joe y Victoria Lender, el padre y la madre de Pete, respectivamente.

## Banda Sonora
| The Borrowers (Original Motion Picture Soundtrack) |                                                                  |          |  |
| N.º                                                | Título                                                           | Duración |  |
| 1.                                                 | «Opening Titles (Títulos de apertura)»                           | 1:30     |  |
| 2.                                                 | «Pete Helps Out (Pete ayuda)»                                    | 2:12     |  |
| 3.                                                 | «Ocious P. Potter»                                               | 2:35     |  |
| 4.                                                 | «Pod's Heroics (Los heroicos de Pod)»                            | 2:10     |  |
| 5.                                                 | «Killer Hoover (Aspiradora asesina)»                             | 0:53     |  |
| 6.                                                 | «Arriety's Sadness (La tristeza de Arriety)»                     | 2:52     |  |
| 7.                                                 | «A Plan Is Hatched (Se trama un plan)»                           | 2:22     |  |
| 8.                                                 | «The Policeman Arrives (Llega el policía)»                       | 1:30     |  |
| 9.                                                 | «Pod Saves Peagreen (Pod salva a Peagreen)»                      | 2:00     |  |
| 10.                                                | «Borrower's Galore (La abundancia del Borrower)»                 | 2:00     |  |
| 11.                                                | «Stealing The Will (Robando la voluntad)»                        | 3:00     |  |
| 12.                                                | «Hammered (Martillado)»                                          | 2:55     |  |
| 13.                                                | «The Borrowers' Revenge (La venganza de los Borrowers)»          | 3:25     |  |
| 14.                                                | «Dairy Montage (Montaje de Lácteos)»                             | 1:00     |  |
| 15.                                                | «Arriety Is Seen And Caught (Arriety es descubierta y atrapada)» | 1:15     |  |
| 16.                                                | «Life Or Death For Peagreen (Vida o muerte para Peagreen)»       | 4:18     |  |
| 17.                                                | «Pete To The Rescue (Pete al rescate)»                           | 4:25     |  |
| 18.                                                | «Potter's Entrance (La entrada de Potter)»                       | 1:40     |  |
| 19.                                                | «Potter's Angry Now (Potter está enojado ahora)»                 | 1:35     |  |
| 20.                                                | «Under The Floorboards (Bajo las tablas del piso)»               | 1:53     |  |
| 21.                                                | «Jeff The Exterminator (Jeff, el exterminador)»                  | 1:24     |  |
| 22.                                                | «Home & Dry/End Titles (Hogar y Seco/Títulos Finales)»           | 6:16     |  |